# Madagascar
Madagascar – utwór amerykańskiej grupy hardrockowej Guns N’ Roses z albumu Chinese Democracy, wydanego w 2008 roku. Piosenka trwa 5 minut i 37 sekund. Została skomponowana przez Axla Rosa i Chrisa Pitamana. Utwór opowiada o tym, jak Rose jest zmęczony oskarżeniami, że nie może się obyć bez poprzednich członków zespołu.
Utwór zawiera partie orkiestry skomponowaną przez Pawła Buckmastera, oraz liczne próbki dźwięków, w tym dwa przemówienia Martina Luthera Kinga i fragmenty z filmów takich jak Missisipi w ogniu, Nieugięty Luke, Ofiary wojny, Braveheart. Waleczne serce i Siedem.

## Historia
Madagaskar wraz z Welcome to the Jungle i Paradise City zostały wykonane na żywo na MTV Video Music Awards w 2002 roku.
Dwie wersje demo piosenki wyciekły do internetu przed wydaniem Chinese Democracy, pierwsza w marcu 2007, a druga w czerwcu 2008 r.